# Phun trào Eyjafjallajökull 2010
Các đợt phun trào Eyjafjallajökull năm 2010 là các sự kiện núi lửa tại Eyjafjallajökull ở Iceland, mặc dù tương đối nhỏ đối với phun trào núi lửa, gây ra sự gián đoạn rất lớn trong việc lưu thông hàng không ở phía Tây và bắc châu Âu trong giai đoạn sáu ngày đầu tiên trong tháng 4 năm 2010. Sự gián đoạn thêm vào tháng 5 năm 2010. Vụ phun trào đã được tuyên bố chính thức vào tháng 10 năm 2010, khi tuyết trên sông băng không tan. Từ 14 đến 20 tháng 4, tro từ vụ phun trào núi lửa bao trùm các khu vực rộng lớn ở Bắc Âu. Khoảng 20 quốc gia đã đóng cửa không phận của họ để giao thông bằng máy bay thương mại và nó đã ảnh hưởng đến khoảng 10 triệu lượt người di chuyển.
Hoạt động địa chấn bắt đầu vào cuối năm 2009 và dần dần gia tăng cường độ cho đến ngày 20 tháng 3 năm 2010, vụ phun trào nhỏ đã được đánh giá là 1 trên thang chỉ số độ nổ núi lửa.
Bắt đầu từ ngày 14 tháng 4 năm 2010, vụ phun trào tiến vào giai đoạn thứ hai và tạo ra một đám mây tro, dẫn tới việc đóng cửa hầu hết không phận IFR của châu Âu từ ngày 15 đến ngày 20 tháng 4 năm 2010. Do đó, một tỷ lệ rất lớn các chuyến bay trong, Châu Âu bị hủy bỏ, tạo ra mức độ gián đoạn không khí cao nhất kể từ Thế chiến thứ hai. Giai đoạn thứ hai kết quả là ước tính khoảng 250 triệu mét khối (330.000.000 m yd) (0.25 km3) mực tẩy ra và một cành tro mọc lên đến độ cao khoảng 9 km (5.6 dặm), đánh giá sức mạnh bùng nổ của vụ phun trào là một 4 trên chỉ số độ nóng của núi lửa. Đến ngày 21 tháng 5 năm 2010, đợt phun trào thứ hai đã giảm xuống đến mức không còn dung nham hoặc tro.
Vào tối ngày 6 tháng 6 năm 2010, một miệng hố nhỏ mới đã mở ra ở phía tây của miệng núi lửa chính. Hoạt động nổ từ miệng núi lửa mới này đã được quan sát thấy khi phát ra một lượng tro nhỏ. Dữ liệu địa chấn cho thấy tần số và cường độ của các trận động đất vẫn còn vượt quá mức được quan sát trước khi xảy ra vụ phun trào, do đó các nhà khoa học tại Cục khí tượng học Iceland (IMO) và Viện Khoa học Trái đất, Đại học Băng Đảo  (IMO) and the Institute of Earth Sciences, University of Iceland (IES) theo dõi núi lửa.
Vào tháng 10 năm 2010, Ármann Höskuldsson, một nhà khoa học thuộc Viện Khoa học Trái đất Đại học Iceland đã tuyên bố rằng vụ phun trào đã chính thức xảy ra, mặc dù khu vực này vẫn đang hoạt động về mặt địa nhiệt và có thể bùng phát trở lại.